# Маханда
Маханда (каз. Маханда) — село в Меркенском районе Жамбылской области Казахстана. Входит в состав Ойталского сельского округа. Код КАТО — 315443300.

## Население
В 1999 году население села составляло 287 человек (148 мужчин и 139 женщин). По данным переписи 2009 года, в селе проживали 83 человека (37 мужчин и 46 женщин).